# Jintang

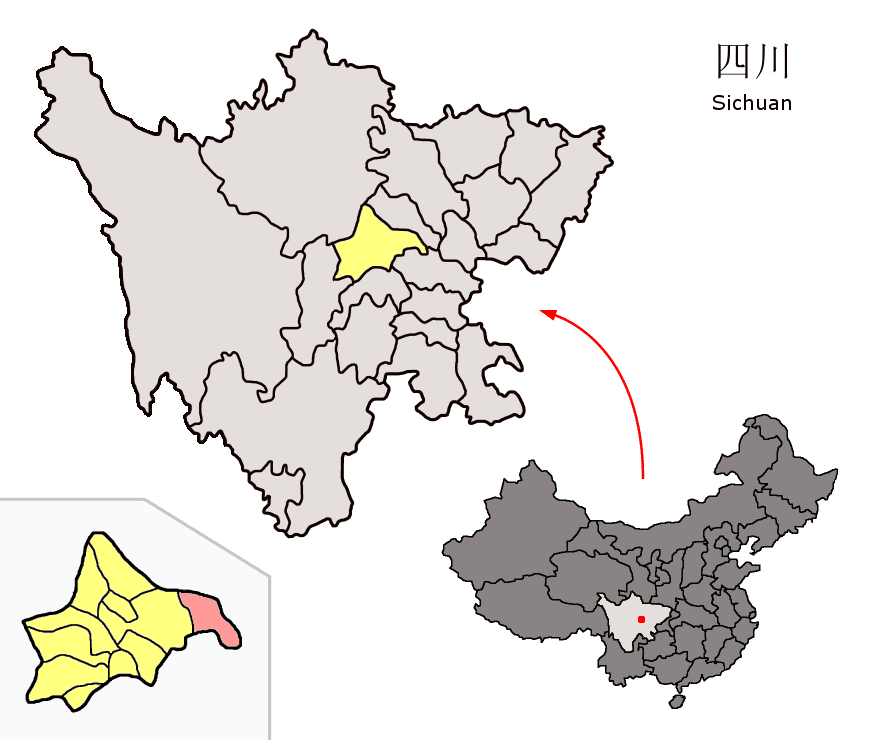
Lage des Kreises Jintang

Jintang (chinesisch 金堂县, Pinyin Jīntáng Xiàn) ist ein Kreis im Osten der Unterprovinzstadt Chengdu in der chinesischen Provinz Sichuan. Er hat eine Fläche von 1.158 km² und zählt 800.371 Einwohner (Stand: Zensus 2020).

## Geographie
Jintang grenzt im Norden und Osten an die bezirksfreien Städte Deyang und im Süden an Jianyang.

## Geschichte
Aufgrund seiner günstigen Lage an Bergen und Flüssen ist Jintang seit der Antike ein Knotenpunkt für den Land- und Wassertransport im Westen Sichuans.

## Sehenswürdigkeiten
Die Ruiguang-Pagode von Huaikou (Großgemeinde Huaikou 淮口镇) (Huaikou Ruiguang ta 淮口瑞光塔) aus der Zeit der Song-Dynastie steht seit 2006 auf der Liste der Denkmäler der Volksrepublik China (6-701).

## Verwaltung
Jintang ist in 6 Unterbezirke und 10 Städte unterteilt.
Unterbezirke
- Unterbezirk Zhaodao (赵镇街道)
- Unterbezirk Guancang (官仓街道)
- Unterbezirk Qixian (栖贤街道)
- Unterbezirk Gaoban (高板街道)
- Unterbezirk Baiguo (白果街道)
- Unterbezirk Huaikou (淮口街道)

Städte
- Wufeng Wufeng (五凤镇)
- Sanxi (三溪镇)
- Fuxing (福兴镇)
- Jinlong (金龙镇)
- Zhaojia (赵家镇)
- Zhugao (竹篙镇)
- Zhuanlong (转龙镇)
- Tuqiao (土桥镇)
- Yunhe (云合镇)
- Youxin (又新镇)

## Verkehrsanbindung
Der Kreis Jintang liegt ca. 36 Kilometer von der Innenstadt Chengdus entfernt. Die Eisenbahnlinien Dacheng, Suicheng und Chengyu verlaufen durch den Kreis.